# Ivo ze Chartres
Svatý Ivo ze Chartres (franc. Yves de Chartres; asi 1040 – 1117) byl biskup působící v letech 1090–1117 v Chartres.
Studoval nejprve v Paříži s později v klášteře Bec v Normandii. Zde se setkal s Anselmem Canterburským.
Není známo, kdy byl tento světec kanonizován.

## Dílo
- Tripartita,1093
- Decretum,1094
- Panormia,1095